# Emmanuel Pérès de Lagesse
Le baron Emmanuel Pérès de Lagesse est un homme politique français, né le 22 mai 1752 à Boulogne-sur-Gesse (Haute-Garonne) où il meurt le 2 juillet 1833. Il fut successivement membre de l'Assemblée constituante et de la Convention, secrétaire du Conseil des Cinq-Cents, président du Conseil des Anciens et enfin préfet durant le Consulat et l'Empire.

## Famille
Fils d'Ambroise-Innocent Pérès et d'Ursule de Manas de Lamezan, épouse, à Toulouse le 10 septembre 1777, Françoise Sacaley (1758-1819).  Le couple aura six enfants, dont trois mourront en bas âge.  Les trois survivants sont : 
- Jacques-Ambroise (1778-1810), mort à la suite des fatigues dans le service de santé aux armées ;
- Julie (1780-1848), épouse à Toulouse en 1805 Bertrand-Joachim Brunet, propriétaire ;
- Paul-Florent (1787-1812), mort à la suite de blessures graves reçues à la bataille de Wagram.

## Carrière avant la Révolution
Il étudie le droit, probablement à Toulouse et est reçu avocat au Parlement de Toulouse en 1772.
Le 22 février 1778, il devient président de l'assemblée municipale de Boulogne-sur-Gesse puis est élu le 13 septembre suivant premier consul de la ville.  Il est réélu plusieurs fois jusqu'en 1789.

## L’Assemblée constituante
Les pays de Rivière-Verdun ayant obtenu le droit d'avoir une députation aux États généraux, il assiste à l'assemblée du tiers état réunie à Verdun-sur-Garonne du 17 au 25 avril 1789 et il est élu député du tiers état.
Après l'ouverture des États généraux, il signe le Serment du Jeu de paume avec l'ensemble des députés de son ordre. À la suite de la transformation en assemblée constituante, il siège dans la majorité réformatrice.
Il intervient dans la discussion sur la division du royaume pour demander que Rivière-sur-Garonne, compte tenu de sa situation et de sa population, devienne chef-lieu de district à la place de Beaumont-de-Lomagne et Grenade.

## Maire de Boulogne-sur-Gesse
Le 13 novembre 1791, il est élu maire de Boulogne-sur-Gesse. À ce titre, il préside le conseil municipal qui prête serment avec tous les hommes du canton en âge de porter les armes (12 août 1792). Le 2 septembre 1792, il est nommé scrutateur du bureau électoral de la Haute-Garonne.

## La Convention
Pérès de Lagesse est élu le 6 septembre 1792 quatrième député sur les douze du département de la Haute-Garonne. Il siège dans les rangs de la Plaine. Au procès de Louis XVI, il vote pour la détention durant la guerre puis le bannissement à la paix. Il est absent au vote sur la mise en accusation de Marat et vote en faveur du rétablissement de la Commission des Douze. 
Il est envoyé en mission auprès de l'armée de Sambre-et-Meuse en remplacement de Roger Ducos le 19 nivôse an III (8 janvier 1795). À Valenciennes, il demanda la mise en liberté des cultivateurs du Nord qui avaient été arrêtés sous prétexte d'avoir aidé l'ennemi. Il fut ensuite envoyé à Bruxelles pour s'occuper de la partie administrative des pays conquis entre Meuse et Rhin. Il demanda ensuite au Comité de salut public de l'envoyer à l'armée car il s'ennuyait à noircir du papier d'un bout de la journée à l'autre. Il est rappelé par décret du 4 messidor an III (22 juin 1795) et il écrit d'Aix-la-Chapelle le 20 messidor (8 juillet 1795) qu'il part le 21 pour Paris où il arrive le 26 (14 juillet 1795).
Dans une des dernières séances de la Convention, il dénonça Augustin Frécine pour avoir défendu de jouer en Belgique une pièce de théâtre où Robespierre était chargé d'exécration.

## Le Conseil des Cinq-Cents
Le 15 octobre 1795 (23 vendémiaire an IV), il est élu membre du Conseil des Cinq-Cents par le département de la Haute-Garonne et obtient également la majorité pour l'Ardèche et la Sarthe. Durant son mandat, il se montra plus à gauche qu'à la Convention et fut secrétaire de l'assemblée en janvier-février 1797 (pluviôse an V). Il s'opposa à Joachim Perez du Gief qui combattait le projet d'amnistie en faveur des détenus pour opinions politiques. Il demanda la restitution des biens enlevés aux hôpitaux en démontrant l'injustice de la loi qui les avait dépouillé et il se prononça pour le maintien en l'exil des prêtres déportés qu'il signala comme ennemis de la chose publique au même titre que les émigrés rentrés en France. Il accusa également les prêtres réfractaires d'avoir fomenté des troubles à Toulouse et il fit voter plusieurs mesures relatives à la Belgique. Enfin, il soutient le Directoire lors du coup d'État du 18 fructidor an V (4 novembre 1797) et propose d'en célébrer le succès par une fête.

## Le Conseil des Anciens
Le 14 avril 1798 (25 germinal an VI), il est élu membre du Conseil des Anciens par le département de la Haute-Garonne.  Durant son mandat, il fut secrétaire de l'assemblée en juillet-août 1798 (thermidor an VI) et président en octobre-novembre 1798 (brumaire an VII). Il prit part aux discussions sur les adjudications des domaines nationaux et la défaite des royalistes de Haute-Garonne et fit arrêter la formule prononcée par le président contre la Maison d'Autriche à la suite de l'assassinat des plénipotentiaires à Rastadt. Enfin, il se déclara partisan du coup d'État du 18 Brumaire.

## Préfet de Sambre-et-Meuse
Le 3 mars 1800 (11 ventôse an VIII), il est nommé préfet de Sambre-et-Meuse. En l'an IX, un rapport au ministre de l'Intérieur porte qu'on lui fait quelques reproches vagues et peu importants, mais il obtient la confiance de ses administrés.
Du 3 au 5 août 1803 (15-17 thermidor an XI), il accueille le Premier consul Napoléon Bonaparte à Namur et assiste ensuite à son couronnement en tant qu'empereur l'année suivante. Il devient membre de la Légion d'honneur le 21 mars 1805 (30 pluviôse an XIII) et baron de l'Empire le 14 février 1810.  
Il est remplacé comme préfet par Alban de Villeneuve-Bargemon le 4 janvier 1814.

## Retour à la vie privée
À la Restauration, il retourne à la vie privée et n'occupera plus aucune charge publique. Il est anobli par ordonnance royale le 18 décembre 1814 et meurt dans sa ville natale à 81 ans, le 2 juillet 1833. Certains biographes prétendent qu'il est devenu fou à cause du chagrin qu'il éprouva en voyant la France envahie par les armées étrangères.

## Sources
- Biard, M., Missionnaires de la République : les représentants du peuple en mission (1793-1795), Paris : CTHS, 2002
- Caratini, R., Dictionnaire des personnages de la Révolution, Ed. Le pré aux Clercs, 1988, 580 p.  (ISBN 2714422322)
- « Emmanuel Pérès de Lagesse », dans Adolphe Robert et Gaston Cougny, Dictionnaire des parlementaires français, Edgar Bourloton, 1889-1891 [détail de l’édition]
- A. Kuscinski, Dictionnaire des conventionnels, Brueil-en-Vexin, Ed. du Vexin français, 1973.
- Lemay, E. H., Dictionnaire des constituants : 1789-1791, Paris : Universitas, 1991
- Robert, J.B.M., Vie politique de tous les députés à la Convention, Paris : L. Saintmichel, 1814
- Soria, G., Grande histoire de la Révolution française, Paris : Bordas, 1987-1988